# Fageoma
El fageoma es el conjunto de bacteriófagos que se localizan en un ambiente particular. El término fue utilizado por primera vez en un artículo de Modi et al en el año 2013 y desde entonces se ha empleado frecuentemente en artículos científicos, sobre todo para referirse al fageoma intestinal que es el conjunto de bacteriófagos que se encuentran en condiciones normales en el intestino, formando parte de la microbiota intestinal. El fageoma intestinal es en realidad un subconjunto del viroma intestinal.

## Fageoma intestinal humano
Los virus están prácticamente ausentes en las heces de los niños recién nacidos, sin embargo, a la semana de vida se produce un aumento significativo de partículas virales en las heces, la mayor parte de las cuales son bacteriófagos. Los bacteriófagos son un grupo de virus que infectan solo a las bacterias y pueden eliminarlas provocando su lisis o insertarse en el cromosoma bacteriano.
Los bacteriófagos que se encuentran en el intestino humano son muy diversos, pudiendo ser virus ADN monocatenario, virus ADN bicatenario, virus ARN monocatenario o virus ARN bicatenario, dominando los de ADN bicatenario, entre ellos las familias Myoviridae, Podoviridae, Siphoviridae, Corticoviridae, Tectiviridae y Plasmaviridae y los ADN monocatenario con las familias Microviridae e Inoviridae.
Los bacteriófagos desempeñan un papel muy importante en la regulación de las bacterias que forman parte de la microbiota intestinal, controlando la cantidad de bacterias presentes en el intestino y su diversidad.